# Antiszthenész (filozófus)
Antiszthenész (ógörögül: Ἀντισθένης, latinul: Antisthenes), (i. e. 446 – i. e. 368)[forrás?] görög filozófus volt, a cinikus iskola megalapítója. Tanításának középpontjában a fennálló rend teljes tagadása, a lemondáson, önmegtartóztatáson alapuló erény dicsérete áll.

## Élete
Antiszthenész Athénban született. Apja a város polgára volt, anyja azonban trák származású rabszolga, emiatt Antiszthenész sem lehetett teljes jogú polgár.
Kora ifjúságában részt vett a tanagrai csatában. Hősiességét Szókratész úgy jellemezte, hogy két athéni polgár gyermeke soha nem lehet ilyen vitéz.
A filozófiát a szofista Gorgiasztól tanulta. – Gorgiasz elsősorban szónoki stílusával hatott rá. Mestere mellett más szofistákat is ismert, köztük Kalliaszt, Hippiaszt és Prodikoszt, valamint valószínűleg Prótagoraszt. Iskolát alapított, majd Szókratész egyik legismertebb tanítványa lett. Ekkor iskoláját feloszlatta, és saját tanítványait is új mesteréhez küldte. Vagyonának azokat a lelki javakat tekintette, amelyeket Szókratésszel folytatott beszélgetéseiből merített. Szókratésztól elsősorban azt tanulta meg, hogy a bölcsnek tetteivel, egész életével, mintsem pusztán szavaival kell kifejeznie világlátását.
Később önálló iskolát alapított barátaival, amelyet a gondolkodástörténet cinikusnak nevez. Ez az úgynevezett künikosz-iskola. A kifejezés a görög kutya (küon) szóból ered. Az iskola elnevezése vitatott. Az egyik elfogadott nézet szerint valószínűleg arról a tornacsarnokról (Künoszargesz - Fürge kutya) kapta a nevét, ahol Antiszthenész oktatott. Egy másik magyarázat szerint a név egyenesen Antiszthenész életmódjából ered, aki a korabeli meggyőződés szerint úgy élt, mint egy kóbor kutya. Antiszthenésznek egyébként Haploküon, vagyis Igaz kutya volt a csúfneve.

## Tanítása

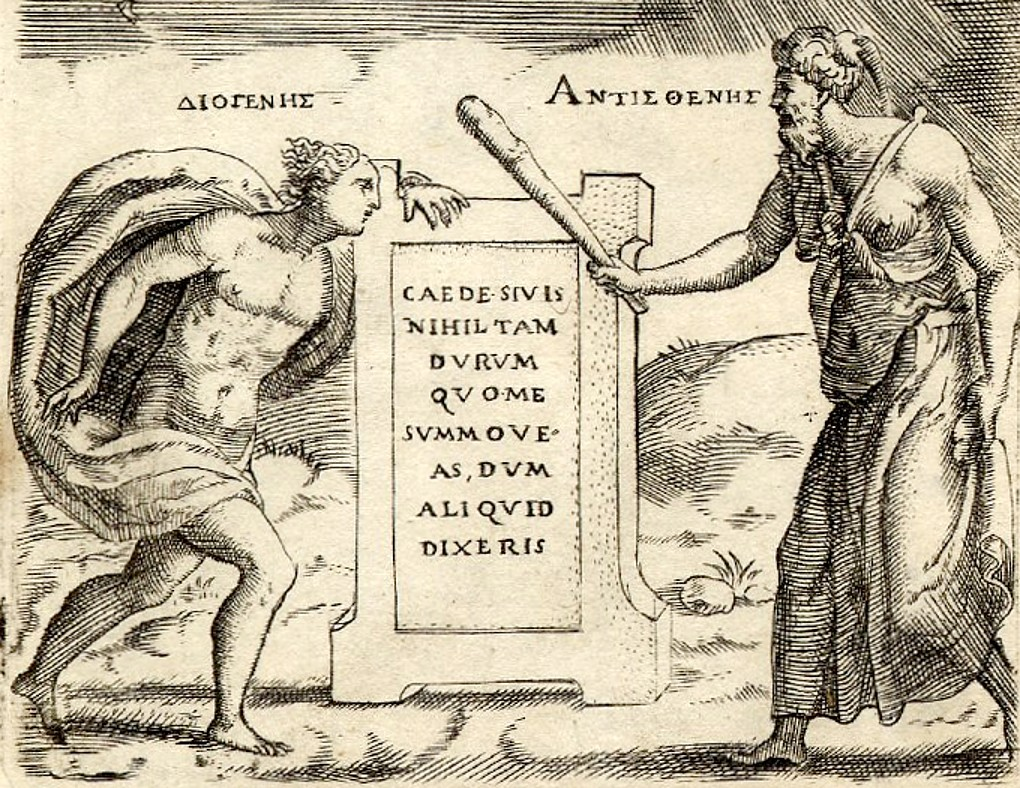
Giulio Bonasone metszete a Diogenészt bottal kergető Antiszthenészről

Antiszthenész a gyakorlati etika egyik megalapítója. A fennmaradt anekdoták szerint haragos, indulatos, embergyűlölő volt, aki csak Szókratész iránt érzett szeretetet. Elutasította az elvont elmélkedést, az elméleti tudományokat, az abszolút ideákat. A gondolkodás, bölcselkedés helyébe az akaratot, a tettet emelte, úgy vélte, hogy az erényt a cselekedetekkel kell terjeszteni. Lemondást, szegénységet és önmegtartóztatást hirdetett, mert ezt tekintette az erény kezdetének és végcéljának. Követői később egész szélsőséges módon eltúlozták a lemondásról szóló tanításait. Leghíresebb tanítványa szinopei Diogenész volt. Barátai közül kiemelkedik Xenophón.
Támadta Athén erkölcseit, mondván: a polgárok a búzájukat megtisztíttatják a konkolytól, azt viszont hagyják, hogy a városban bűnözők éljenek. Megvetette a népuralmat, a tisztségek népszavazás útján történő betöltését. Elutasította a hírnevet, az arra törekvőket, köztük Periklészt, gúnyosan szidalmazta. Tagadta az istenek létét, elutasította a vallási szertartásokat. Tanításának középpontjában a fennálló rend teljes tagadása, a lemondáson, önmegtartóztatáson alapuló erény dicsérete állt. Antiszthenész azt vallotta, hogy az erény tanulható és tanítható, valamint az erény és a bűn "közötti" dolgok közönyösek. A házasságot a szenvedéllyel együtt megvetette.
Jobban szeretett írni, mint beszélni. Könyvet írt például Alkibiadészról, Héraklészról, valamint Fizika címmel, amelyben – Marcus Tullius Cicero szerint – arról értekezett, hogy a néphittel szemben nem sok, hanem csak egyetlen igaz isten van. Szathon címmel pamfletet írt egy másik Szókratész-tanítvány, Platón ellen. Írásainak kevés töredéke maradt fenn, tanítása elsősorban "másodkézből" – például Plutarkhosztól, Xenophóntól – ismert. Tanítványaitól eltérően foglalkozott retorikával, grammatikával, természettudományos kérdésekkel. A korabeli bölcsek, írók, köztük Arisztotelész, dicsérték stílusát, mondásait.

## Anekdoták
- Antiszthenész naponta negyven sztadionnyit, nagyjából nyolc kilométert gyalogolt Pireuszból Athénba, hogy Szókratészt hallgathassa.
- Diogenész Laertiosz, az antik filozófusok életrajzírója feljegyezte róla, hogy ő volt az első, aki olyan köpenyt hordott, amely takaróként is szolgált.[4]
- Diogenész Laertiosz azt is írta róla, hogy Szókratész kivégzése után nem nyugodott addig, amíg a mestere ellen indított per kezdeményezőit is utol nem érte a végzetük.[5]
- Diogenészt bottal kergette el, amikor a tanítványa akart lenni.
- Azt ajánlotta az athéniaknak, hogy a szamarakat válasszák meg lovaknak, ha ugyanilyen módon ostoba embereket neveznek ki hadvezérnek.
- Idős korában betegségtől szenvedett. Diogenész egy kardot vitt neki, hogy legyen öngyilkos, de Antiszthenész visszautasította.
- Amikor Zénón azt mondta, hogy a létező mozdulatlan, Antiszthenész nem szólt egy szót sem, csak fel-alá járkált, hogy így cáfolja az elhangzottakat.
- Sokat foglalkozott Homéroszzal, allegorikus értelmet keresett a műveiben.

## Idézetek
- „Embert is látok, lovat is látok; emberséget, lóságot nem látok” (Vita Platónnal az ideákról.)[6]
- „Ha szépet vesz el, mindenkié lesz, ha rútat, az maga is büntetés” (Tanács egy házasodó embernek.)[7]
- „Hej, te szerencsétlen, egy obolusért mekkora veszedelmet elkerülhettél volna” (Egy menekülő házasságtörő láttán.)[7]
- „Jobb őrjöngeni, mint élvezni”[8]
- „Szívesebben bolondulnék meg, semmint gyönyört érezzek”[9]
- „Aki a pénzt szereti, jó ember nem lehet”[9]
- „A leghasznosabb tudás az életben elfelejteni azt, ami nem igaz”